# Prix Alfred-Kordelin
Le prix Alfred Kordelin (finnois : Alfred Kordelinin palkinto) est un prix récompensant des artistes de langue finnoise en Finlande. 
Le prix est nommé en l'honneur d'Alfred Kordelin.

## Liste des lauréats

### Prix de reconnaissance
| Année | Lauréat                                                              |
| ----- | -------------------------------------------------------------------- |
| 1991  | Tom Krause, Seppo Zetterberg                                         |
| 1992  | Juhani Harri, Kalevi Wiik                                            |
| 1993  | Heikki Hosia, Martti Kainulainen, Marjatta Rautio                    |
| 1994  | Juhani Lagerspetz, Rauno Ruuhijärvi                                  |
| 1995  | Jorma Koivulehto, Ilmari Lahdelma, Liisa Majapuro, Viljo S. Määttälä |
| 1996  | Ossi Runne, Pentti Virrankoski                                       |
| 1997  | Helena Anhava, Outi Heiskanen, Kalevi Kahra, Maija Lavonen           |
| 1998  | Tuomas Haapanen, Leevi Kääriäinen                                    |
| 1999  | Jaakko Itälä, Eeva Kilpi, Kai Laitinen, Rafael Wardi                 |
| 2000  | Aarne Laurila, Matti Salminen, Seela Sella, Eeva Tapio               |
| 2001  | Sakari Kiuru, Kirsi Kunnas                                           |
| 2002  | Raimo Lehti, Helena Pylkkänen                                        |
| 2003  | Ola Laiho, Asko Parpola                                              |
| 2004  | Inkeri Anttila, Liisa Pohjola                                        |
| 2005  | Martti Ahtisaari, Pirkko Lahti, Tuomo Polvinen                       |
| 2006  | Reino Hietanen, Holger Thesleff                                      |
| 2007  | Inkeri Simola-Isaksson, Hannu Soikkanen                              |
| 2008  | Paavo Okko, Mirkka Rekola, Matti Rimpelä                             |
| 2009  | Maija Lehtonen, Paul Osipow                                          |
| 2010  | Juhani Pallasmaa, Ritva Valkama                                      |
| 2011  | Juhani Lokki, Maj-Lis Rajala                                         |
| 2012  | Pertti Nieminen, Matti Rissanen                                      |
| 2013  | Elina Haavio-Mannila, Mart Saarma                                    |
| 2014  | Raija Sollamo, Miina Äkkijyrkkä                                      |
| 2015  | Laura Ruohonen, Jari Yli-Kauhaluoma                                  |

### Prix d'encouragement
| Année | Lauréat                                              |
| ----- | ---------------------------------------------------- |
| 2001  | Jaakko Hämeen-Anttila, Juha Kaakko, Reko Lundán,     |
| 2002  | Juuso Välimäki, KOM-teatteri,                        |
| 2003  | Markku Nieminen, Kimmo Pietiläinen, Suomen Luonto    |
| 2004  | Osuuskunta Forum Box, Harri Siiskonen, Jussi Tuomola |
| 2005  | Arkkitehti , Juha Hurme, Suomen Elämäntarinayhdistys |
| 2006  | Johanna Laakso, Marjatta Hanhijoki,                  |
| 2007  | Annamari Sipilä, Ilpo Vattulainen,                   |
| 2008  | Aapo Häkkinen, Hanna Kokko, Kristian Smeds           |
| 2009  | Ville Ranta, Katri K. Sieberg                        |
| 2010  | Kapsäkki Osuuskunta, Mikko Ritala, Panu Tuomi        |
| 2011  | Markku Lanne,                                        |
| 2012  | Lauri Nummenmaa, Maarit Tastula                      |
| 2013  | Eero Aho, Frigg, Lukukeskus                          |
| 2014  | Jaakko Aspara, Jaakko Yli-Juonikas,                  |

### Prix bibliographiques
| Année | Lauréat                                  | Biographie de        |
| ----- | ---------------------------------------- | -------------------- |
| 1992  | Kalevi Kalemaa                           | Sylvi-Kyllikki Kilpi |
| 1993  | Ritva Sievänen-Allen                     | Elsa Enäjärvi-Haavio |
| 1994  | Juha Vahe                                | Paavo Talvela        |
| 1997  | Vesa Saarikoski                          | Aarne Sihvo'         |
| 1998  | Hanna-Liisa Ryti-Erkinheimo              | Gerda Ryti           |
| 1998  | Jussi Niinistö                           | Paavo Susitaival     |
| 1998  | Martti Ahti                              | Elmo Kaila           |
| 1999  | Pekka Hako                               | Jorma Hynninen       |
| 2000  | Matti Lukkari                            | Aito Keravuosi       |
| 2000  | Yrjö Hosiaisluoma                        | Lauri Viljanen       |
| 2000  | Anne Mattsson                            | Sylvi Kekkonen       |
| 2000  | Pekka Hako:                              | Ahti Sonninen        |
| 2000  | Hannu-Ilari Lampila                      | Mirjam Helin         |
| 2001  | Väinö Kuukka, Raija Majamaa, Hannu Vepsä | Elias Lönnrot        |
| 2001  | Vesa Vares, Kaisa Häkkinen               | Eemil Nestor Setälä  |
| 2001  | Jussi Niinistö                           | Bobi Sivén           |
| 2001  | Tapani Ruokanen                          | Ilmari Turja         |
| 2002  | Matti Vainio                             | Robert Kajanus       |
| 2002  | Matti Mäkelä                             | Toivo Pekkanen       |
| 2002  | Paavo Virkkunen                          | Paavo Virkkunen      |
| 2002  | Sakari Warsell                           | Georg Malmstén       |
| 2003  | Pentti Savolainen                        | Tom Krause           |
| 2003  | Kalevi Kalemaa                           | Edvin Laine          |
| 2003  | Pertti Lassila                           | Julius Krohn         |
| 2004  | Pekka Hako                               | Martti Talvela       |
| 2004  | Päivi Aikasalo                           | Alli Wiherheimo      |
| 2004  | Keijo K. Kulha                           | Aarne Koskelo        |
| 2005  | Seppo Heikki Salonen                     | Onni Toivonen        |
| 2004  | Päivi Tapola                             | K. A. Tapolan        |
| 2006  | Riitta Mäkinen - Anna Liisa Sysiharju    | Hedvig Gebhard       |
| 2006  | Keijo Kalevi Kulha                       | Jutikkala            |
| 2007  | Päivi Tapola                             |                      |